# کیس فن یرسل
کیس فن یرسل (هلندی: Kees van Ierssel؛ زادهٔ ۶ دسامبر ۱۹۴۵) بازیکن فوتبال اهل هلند بود.
از باشگاه‌هایی که در آن بازی کرده‌است می‌توان به باشگاه فوتبال توئنته اشاره کرد.
وی همچنین در تیم ملی فوتبال هلند بازی کرده‌است.